# Shire (caballo)

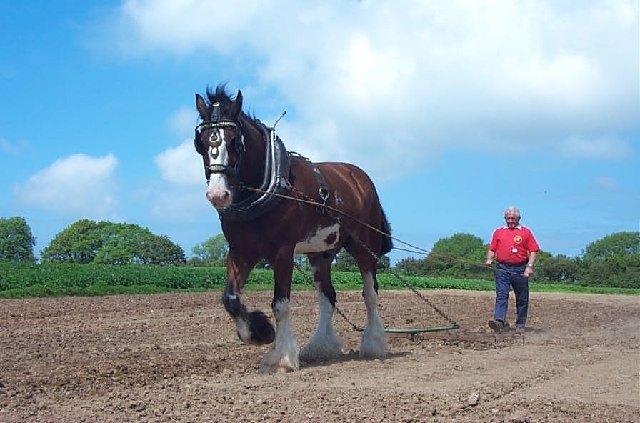
Dyfed Shire Horse Farm - geograph.org.uk - 13986

El Shire es una raza de caballo de tiro británica y una de las más grandes del mundo. No solamente se caracteriza por su enorme tamaño, sino también por el pelaje que cubre sus cascos.
Una de las razas de caballos más potentes que se ha criado, lo que le falta de velocidad lo compensa con su fuerza y resistencia. Su gran cuerpo compacto tiene las espaldas y los antebrazos largos y muy potentes. El pecho es ancho, y los cuartos traseros musculosos. La cabeza tiene el perfil arqueado y los carrillos grandes. La mayoría de ellos están calzados de blanco y las extremidades inferiores cubiertas de pelo largo y sedoso que recubre los cascos fuertes y redondos.
La raza se desarrolló para satisfacer las necesidades de los agricultores, que querían caballos capaces de tirar de sus carros y carruajes, de labrar los campos con rapidez, además de arrastrar cargas pesadas por la malas carreteras camperas. La raza toma el nombre del condado donde se originó.

## Temperamento
De temperamento inigualable, el Shire es sumamente versátil y noble. Puede ser utilizado por jinetes inexpertos y el caballo siempre responderá acorde con su jinete; Es un caballo dócil, estable y diligente que puede ser utilizado para las tareas agrícolas y perfecto para exhibiciones.

## Historia
Por su inigualable fuerza y apacible temperamento, ha sido constantemente utilizado en guerras de la Edad Media ya que es uno de los pocos caballos con la fuerza suficiente como para poder transportar todo el equipamiento y la armadura de un caballero así como el peso del mismo caballero. Su inigualable resistencia y nobleza impulsó su participación en guerras.
A principios del siglo XIV se importaron a Inglaterra cien caballos lombardos para cruzar con las yeguas nativas con el propósito de producir un ganado capaz de soportar el peso de un caballero y su armadura. Se cree que el Shire es descendiente directo de este caballo de batalla medieval, pero es poco probable que sea la misma raza en sí, ya que incluso el Shire resulta demasiado grande para llevar las armaduras que protegieron a los caballos de entonces. A lo largo del siglo XIX, el Shire fue una de las características esenciales de la vida comercial inglesa. Aparte de su papel fundamental en la economía agrícola y forestal, también trabajó en pueblos y ciudades en el transporte de mercancías desde los puertos y estaciones de ferrocarril.
En 1870 se formó una asociación de criadores para fomentar su cría la "Cart Horse Society", y en 1878 cambió de nombre para llamarse "Shire Horse Society". En 1882 se publicó el primer libro de orígenes con el registro del pedigrí de los productos.
El 1 de mayo de 1911 en el poblado de Netherton, Inglaterra, se utilizaron 20 caballos Shire para transportar el ancla principal del RMS Titanic de 15 toneladas y media de peso.
En 1947 y 1948 en Gran Bretaña se sacrificaron hasta cien mil ejemplares al año, y el número de potros se redujo a solo 80. Gradualmente, gracias a los criadores dedicados a preservar la raza al borde de la extinción, en Europa se ha recuperado el número hasta el punto de que cada año se registran hasta quinientos potros de pura raza.

## Actualidad
Su popularidad parece crecer en esta época para labrar campos y también se los utiliza en la industria forestal así como para el trabajo publicitario de compañías y fábricas de cerveza. El Shire se cría en Europa, Estados Unidos, Canadá, Australia y Nueva Zelanda.
También son populares en las ferias y exhibiciones. Los criadores cruzan a estos ejemplares con caballos de sangre templada. Se les puede denominar caballos pura sangre, ya que pueden criar caballos de competición con temperamentos estables.

## Dimensiones y peso
Las hembras son un poco menos altas que los machos, con unos 20 centímetros de diferencia. Hay ejemplares de gran alzada que superan los 190 centímetros, más la estatura regular de un macho ronda entre los 166 y 175 centímetros a la cruz (comparable en tamaño al percherón grande, siendo ligeramente más bajo y más pesado que el shire). El peso promedio es de 850 kilogramos, pudiendo pesar más de una tonelada.

## Capas
La capa de un Shire puede ser de color:
- Negro
- Castaño
- Tordo
- Blanco